# Chimarra dioni
Chimarra dioni är en nattsländeart som beskrevs av Francois-Marie Gibon 1986. Chimarra dioni ingår i släktet Chimarra och familjen stengömmenattsländor. Inga underarter finns listade i Catalogue of Life.